# Reprezentace Spojených států amerických v malém fotbale
Reprezentace Spojených států amerických v malém fotbale reprezentuje Spojené státy americké na mezinárodních akcích v malé kopané, jako je mistrovství světa nebo Panamerický pohár.

## Historie
Již při své první účasti na Mistrovství světa v roce 2015 dokázali Američané bez jediné porážky ovládnout celý turnaj a získat zlaté medaile. Je to zatím jediný cenný kov, který reprezentace získala. Zatím vždy se Američanům podařilo na každé akci postoupit ze skupiny. Na dvou po sobě jdoucích světových šampionátech, které pořádá federace WMF, reprezentace nepostoupila dál než do osmifinále. Při své premiéře na Panamerickém poháru v roce 2018 je ve čtvrtfinále vyřadilo Mexiko poměrem 7:2. Na Mistrovství světa v malém fotbale SOOCA, které pořádá federace ISF, se účastnili dvakrát. Na této akci však nikdy pro medaili nedokráčeli. Česká reprezentace se s Američany střetla zatím dvakrát.

## Výsledky

### Mistrovství světa
| Rok  | Místo konání | Umístění                                        |
| ---- | ------------ | ----------------------------------------------- |
| 2015 | USA          | Zlatá medaile                                   |
| 2017 | Nabeul       | Vyřazeni v osmifinále Mexikem                   |
| 2019 | Perth        | Vyřazeni v osmifinále Českem                    |
|      | Celkem       | Účast – 3× Zlato – 1×, Stříbro – 0×, Bronz – 0× |

### Mistrovství světa SOCCA
| Rok  | Místo konání | Umístění                                        |
| ---- | ------------ | ----------------------------------------------- |
| 2018 | Lisabon      | Vyřazeni ve čtvrtfinále Německem                |
| 2019 | Rethymno     | Vyřazeni v osmifinále Ruskem                    |
|      | Celkem       | Účast – 2× Zlato – 0×, Stříbro – 0×, Bronz – 0× |

### Panamerický pohár
| Rok  | Místo konání        | Umístění                                        |
| ---- | ------------------- | ----------------------------------------------- |
| 2018 | Ciudad de Guatemala | Vyřazeni ve čtvrtfinále Mexikem                 |
|      | Celkem              | Účast – 1× Zlato – 0×, Stříbro – 0×, Bronz – 0× |